# Meunasah Baro (Lhonga)
Meunasah Baro is een bestuurslaag in het regentschap Aceh Besar van de provincie Atjeh, Indonesië. Meunasah Baro telt 270 inwoners (volkstelling 2010).